# Galiax
Galiax (okzitanisch: Galiatz) ist eine französische Gemeinde mit 184 Einwohnern (Stand: 1. Januar 2022) im Département Gers in der Region Okzitanien. Sie gehört zum Arrondissement Mirande und zum Gemeindeverband  Bastides et Vallons du Gers.

## Geografie
Die Gemeinde Galiax liegt in der breiten Ebene zwischen den Flüssen Arros und Adour, etwa 25 Kilometer südöstlich von Aire-sur-l’Adour und 54 Kilometer nordöstlich von Pau. Die Gemeinde besteht aus den Dörfern Galiax, L’Escolier und Montardon sowie aus mehreren kleinen Weilern und Einzelhöfen. Das Gelände im Gemeindegebiet ist tischeben auf etwa 130 Metern über dem Meer. Umgeben wird Galiax von den Nachbargemeinden Tasque im Norden, Plaisance im Osten, Jû-Belloc im Süden,  Préchac-sur-Adour im Südwesten sowie Goux im Westen.

## Bevölkerungsentwicklung
| Jahr                       | 1962 | 1968 | 1975 | 1982 | 1990 | 1999 | 2006 | 2014 | 2021 |
| Einwohner                  | 131  | 116  | 144  | 178  | 186  | 189  | 179  | 159  | 183  |
| Quellen: Cassini und INSEE |      |      |      |      |      |      |      |      |      |

Im Jahr 1846 wurde mit 333 Bewohnern die bisher höchste Einwohnerzahl ermittelt. Die Zahlen basieren auf den Daten von cassini.ehess und INSEE.

## Sehenswürdigkeiten
- neoklassizistische Kirche Saint-Michel aus dem 18. Jahrhundert, Monument historique[3]
- zwei Wegkreuze
- Gefallenendenkmal

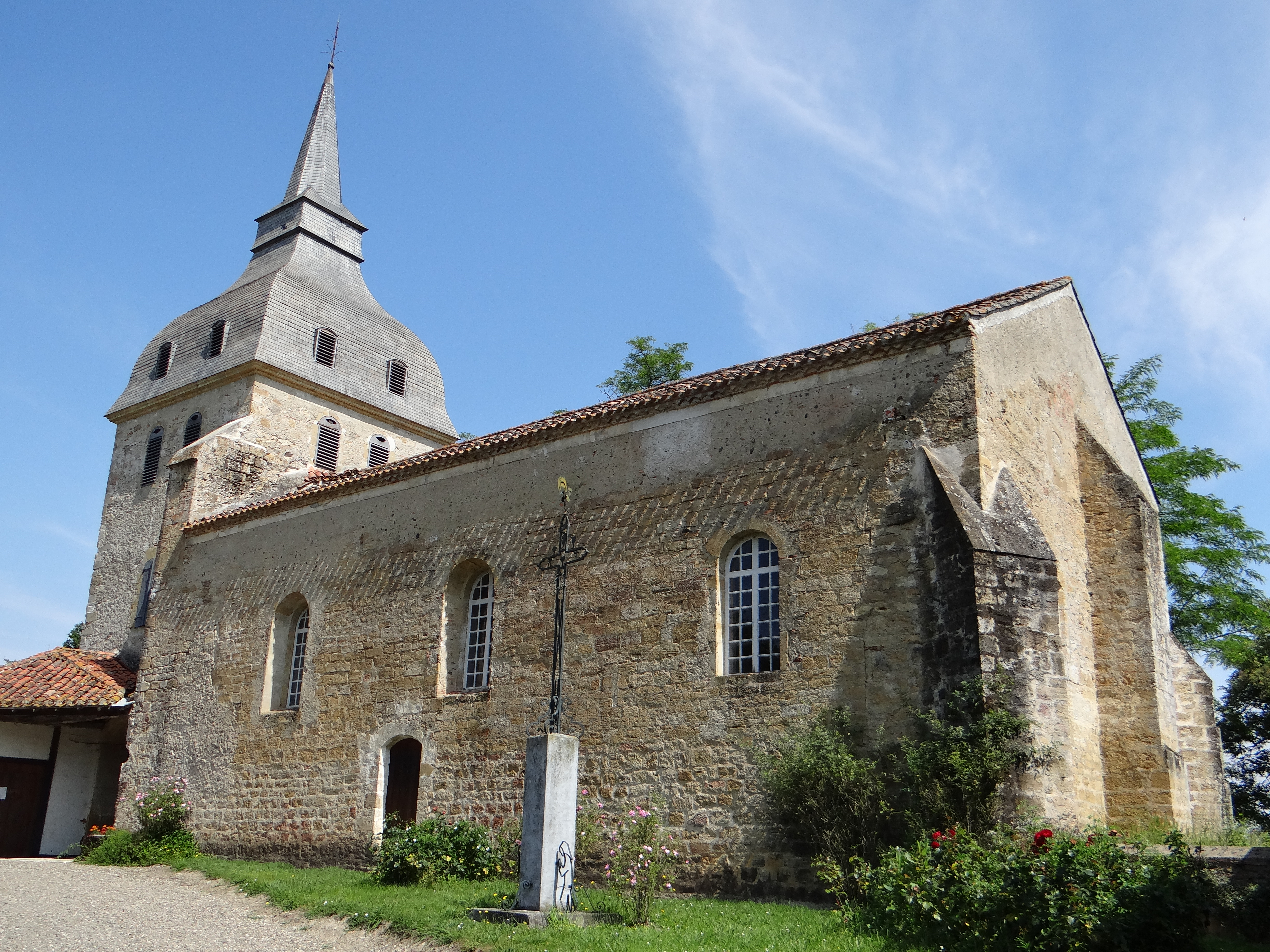
Kirche Saint-Michel
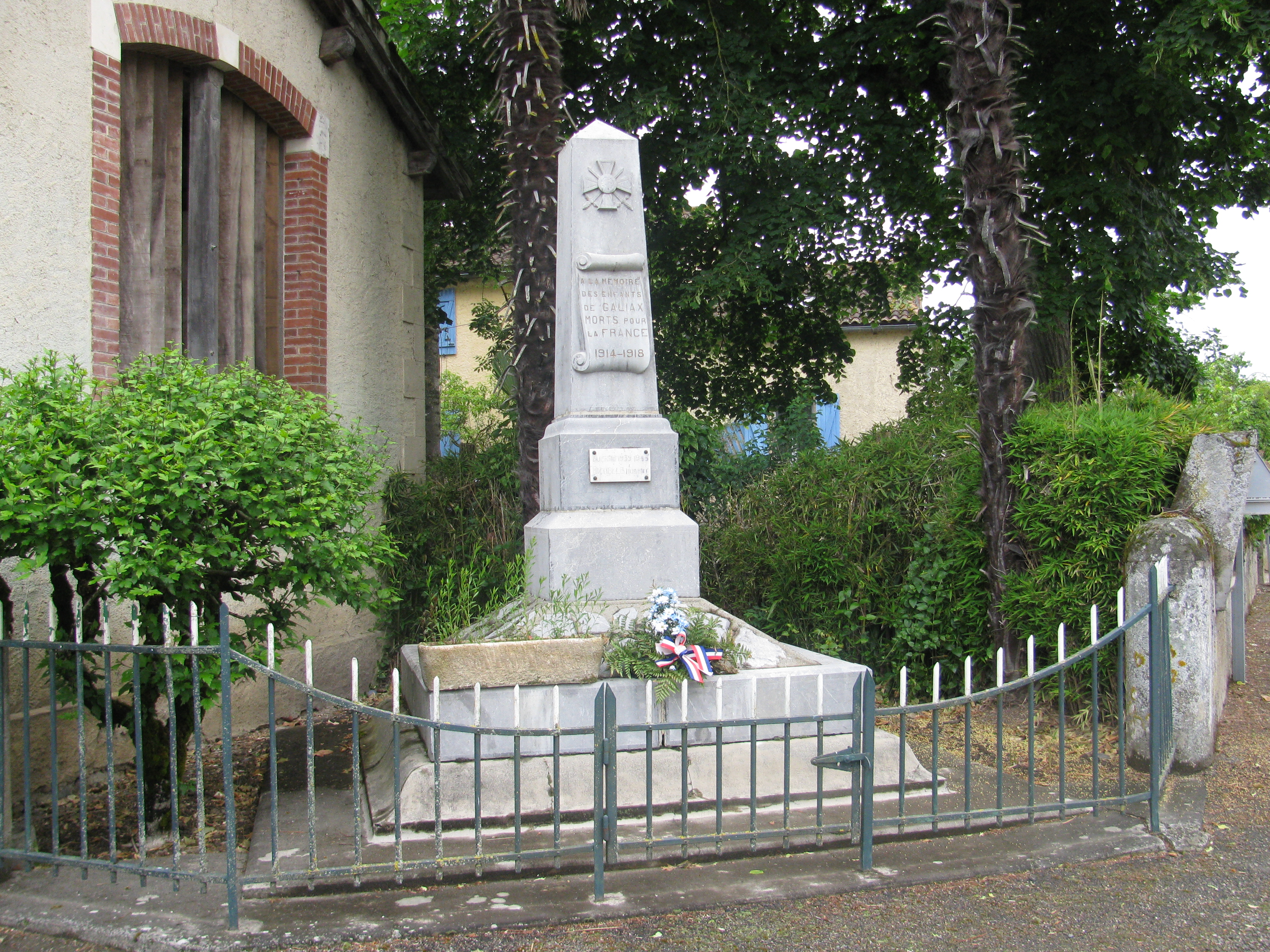
Gefallenendenkmal

## Wirtschaft und Infrastruktur
In der landwirtschaftlich geprägten Gemeinde Galiax sind elf Landwirte ansässig, die Getreide anbauen sowie Rinder- und Geflügelzucht betreiben.
Galiax liegt an der Fernstraße D 173, die dem rechten Adour-Ufer folgend von Izotges nach Maubourguet führt. Im 25 Kilometer entfernten Aire-sur-l’Adour besteht ein Anschluss an die Autoroute A65.

## Belege
1. ↑  Galiax auf cassini.ehess
2. ↑  Galiax auf INSEE
3. ↑  Eintrag in der Base Mérimée des Kulturministeriums. Abgerufen am 15. Mai 2019 (französisch).
4. ↑  Landwirte auf annuaire-mairie.fr (französisch)